# ...на прізвисько «Звір»
«…на прізвисько „Звір“» (рос. …по прозвищу «Зверь») — радянський художній фільм 1990 року. Екранізація книги Віктора Доценка «Термін для Скаженого».

## Сюжет
Савелій Говорков на прізвисько «Звір» повертається з військової служби в Афганістані й влаштовується охоронцем Лариси — утриманки Аліка — радянського комерсанта першої хвилі, який до того ж працює на бандитів. Все складається благополучно, у Савелія є майже все, що потрібно «середній людині» у перебудовному СРСР. У нього зав'язується любов з Ларисою. Однак, «Звір» став вимагати від Аліка свободу свого друга Варламова в обмін на гроші, які він перевозив. Алік зі своїми бійцями перехоплює їх і фабрикує проти Савелія звинувачення в незаконних валютних операціях, а Ларису поміщає в психіатричну лікарню. Савелій бере всю провину на себе і відправляється в виправну колонію. Потрапивши туди, Говорков не прогинається перед охороною й ув'язненими. Це не всім подобається, тим більше, що у кримінальних каналах надійшла вказівка усунути Савелія. Однак кримінальний авторитет, злодій в законі на прізвисько «Король» допомагає Говоркову. Дізнавшись про звільнення Короля і ледь не ставши жертвою чергового замаху, Савелій здійснює втечу з двома злочинцями, які повинні були його вбити. При втечі один з ув'язнених гине, а іншого серйозно ранять. Савелій виносить пораненого на спині, але той вмирає, проте перед смертю зізнається, що наказ на усунення віддав хтось на прізвисько «Кореєць». Вибравшись з тайги, де розташовується зона, Говорков повертається в Москву і викриває ватажків бандитського угруповання. Закінчується фільм сценою, в якій співробітниця психіатричної лікарні виводить Ларису до Говоркова, що прийшов до неї.

## У ролях
- Дмитро Пєвцов — Савелій Кузьмич Говорков, він же «Звір» (у книзі — «Скажений»)
- Тетяна Скороходова — Лариса Олексіївна Петрова («Рибка»)
- Борис Щербаков —  Алік
- Юрій Назаров —  капітан охорони колонії
- Лев Пригунов —  Федір Угрюмов («Похмурий»)
- Володимир Анікін — Віктор Сергійович Варламов
- Армен Джигарханян — «Король»
- Євген Євстигнєєв —  старий зек
- Володимир Самойлов —  Володимир Андрійович, він же «Дядя Володя», він же «Кореєць» (у книзі — «Воланд»)
- Ігор Ясулович —  Данілін, тракторист з колонії, який намагався вбити Говоркова і згодом загинув під час втечі
- Вадим Яковлєв — «Кальоний»
- Борис Клюєв — ув'язнений — «мовчун», що допоміг Говоркову втекти
- Володимир Єрьомін — «Лісовик»
- Валерій Носик —  блатний
- Віктор Філіппов —  майор охорони колонії
- Борис Бачурін —  прапорщик
- Сергій Варчук —  товариш по службі Савелія
- Шавкат Газієв —  Паоло, кореспондент
- Дмитро Калінін —  Мітяй
- Василь Шликов —  капітан Шликов, тренер з рукопашного бою, пізніше бандит банди корейця
- Федір Смирнов —  охоронець Аліка
- Олександр Аржиловський — Сибіряков («Аршин»)
- Герман Полосков —  контролер охорони колонії
- Борис Токарев —  таксист
- Володимир Яковлєв —  ув'язнений Володя з Москви, «земляк» Говоркова
- Володимир Піцек —  гардеробник
- Лариса Віккел —  доктор в лікарні
- Олексій Земський — «Суслик»
- В'ячеслав Горбунчиков — «Кривий», співкамерник Говоркова на «етапі»
- Георгій Рибаков —  Рікардо, італійський компаньйон Аліка по бізнесу і наречений Лариси

## Знімальна група
- Автор сценарію: Віктор Доценко
- Режисер: Олександр Муратов
- Оператор: Елізбар Караваєв
- Художник: Леонід Свінціцький
- Композитор: Борис Ричков
- Звукооператор: Ельдар Шахвердіев